# Cribrilaria bifida
Cribrilaria bifida is een mosdiertjessoort uit de familie van de Cribrilinidae. De wetenschappelijke naam van de soort is voor het eerst geldig gepubliceerd in 1970 door d'Hondt.